# 92-es busz (Szczecin)
A szczecini 92-es jelzésű busz a Kołłątaja – Podbórz útvonalon közlekedik. A vonalon 2021-ben indult meg a közlekedés. A vonalat a SPA Klonowica közlekedteti az Utak és Közlekedési Hatóság Szczecinben (Zarząd Dróg i Transportu Miejskiego) megrendelésére.

## Története
A 92-es buszvonal 2021. február 1-jén indult el a 89-es és 99-es buszvonal mellett.

## Útvonala
| Zajezdnia Golęcin felé                                                            | Kołłątaja felé                                                                    |
| --------------------------------------------------------------------------------- | --------------------------------------------------------------------------------- |
| Kołłątaja – Orzeszkowej – Krasińskiego – Chopina – Chorzowska – Miodowa – Podbórz | Podbórz – Miodowa – Chorzowska – Chopina – Krasińskiego – Orzeszkowej – Kołłątaja |

## Megállóhelyek és átszállási lehetőségek
| 99 (Kołłątaja – Podbórz) |                                                 |
| Megállóhely              | Átszállási kapcsolatok                          |
| Kołłątaja                | 2, 3, 10, 12 51, 57, 63, 69, 78, 82, 87, 89, 99 |
| Niemcewicza              | 2, 12 51, 57, 63, 69, 78, 82, 87, 89, 99        |
| Orzeszkowej              | 51, 69, 78, 87, 89, 99                          |
| Krasińskiego Wiadukt     | 87                                              |
| Chopina                  | 51, 78, B                                       |
| Wiosny Ludów             | 51, 78                                          |
| Podleśna                 | 51                                              |
| Ogrody „Skarbówka”       | 51                                              |
| Junacka                  | 51                                              |
| Chorzowska               | 51                                              |
| Osów                     | 51                                              |
| Andersena                |                                                 |
| Wymarzona                |                                                 |
| Sudecka                  |                                                 |
| Podbórz                  | 87                                              |

## Járművek
A viszonylaton Solaris Urbino 12 buszok közlekednek.
| Kép | Típus                    | Gyártó              | Gyártásban  |
| --- | ------------------------ | ------------------- | ----------- |
|     | Solaris Urbino 12        | Solaris Bus & Coach | 2005 – 2012 |
|     | Solaris Urbino 12 Hybrid | Solaris Bus & Coach | 2018        |